# 彼得·麥康奈爾
彼得·N·麥康奈爾（英語：Peter N McConnell，1960年—）是美國匹茲堡出身的男性電子遊戲作曲家，參與過LucasArts、索尼電腦娛樂、Double Fine Productions等公司所發行遊戲之配樂處理，且為遊戲引擎「iMUSE」的創作者之一。

## 經歷
於就讀哈佛大學期間彼得·麥康奈爾學習有關音樂方面的學科，當時他曾在作曲家齊以文下接受教導。
畢業後彼得·麥康奈爾在哈佛大學結交的朋友麥可·蘭德介紹下，來到LucasArts遊戲公司任職。在LucasArts裡彼得·麥康奈爾最初的事務；是協助麥可·蘭德製作替遊戲《猴島小英雄2：老查克的復仇》所要完成配樂，當時彼得·麥康奈爾也與麥可·蘭德一同開發出電子音樂用遊戲引擎「iMUSE」；並同樣採用該遊戲上。而彼得·麥康奈爾之後多參與LucasArts以電影《星際大戰》改編遊戲、或是所推出的冒險遊戲之相關配樂工作，而他為1998遊戲《神通鬼大》所創作的音樂往後曾被Gamespot網站評為是當年度最好的遊戲音樂作品之一。
2000年彼得·麥康奈爾離開LucasArts後，有替索尼電腦娛樂發行的《怪盜史庫柏》系列作品、或是由Double Fine Productions等廠商發行的遊戲製作配樂，另外雖離開了LucasArts，但仍有接洽替LucasArts新推出遊戲作曲的案子。之後2016年由焦點影業等電影公司所發行；以《怪盜史庫柏》改編推出的同名3D動畫電影也是特別邀請彼得·麥康奈爾擔任其影片的配樂事務。

## 參與配樂作品

### 電子遊戲
- 猴島小英雄2：老查克的復仇（1991年）
- 星際大戰：X戰機（1992年）
- 亞特蘭提斯之謎（1992年）
- 妙探闖通關 大腳之謎（1993年）
- 瘋狂時代（1993年）
- 星際大戰：鈦戰機（1995年）
- 星際大戰：叛軍進攻2（1995年）
- 極速天龍（1995年）
- 異星搜奇（1995年）
- 星際大戰：帝國闇影（1996年）
- 模擬天堂（1996年）
- 星際大戰：尤達外傳（1997年）
- 星際大戰：X戰機對鈦戰機（1997年）
- 絕地武士：暗黑力量2（1997年）
- 大力神的冒險（1997年）
- 絕地武士：聖殿之謎（1998年）
- 神通鬼大（1998年）
- 星際大戰：極速飛梭（1999年）
- 星際大戰：銀河戰場（2000年）
- 猴島小英雄 逃離猴島（2000年）
- 星際大戰：俠盜中隊2（2001年）
- 星際大戰：戰場前線（2004年）
- 怪盜史庫柏2（2004年）
- 新冰城傳奇（2004年）
- 怪盜史庫柏3（2005年）
- 瘋狂世界（2005年）
- 犯罪剋星（2007年）
- 龍捲俠襲擊（2009年）
- 惡黑搖滾（2009年）
- 萬聖節大作戰（2010年）
- Kinectimals（2010年）
- Kinect迪士尼大冒險（2011年）
- 怪盜史庫柏 時光大盜（2013年）
- 植物大戰殭屍2：奇妙時空之旅（2013年）
- 爐石戰記：魔獸英雄傳（2014年）
- 植物大戰殭屍：花園戰爭（2014年）
- 破碎時光（2014年）
- 萬聖節大作戰2（2014年）
- 神通鬼大重製版（2014年）
- 重返猴島（2022年）

### 動畫電影
- 怪盜史庫柏（2016年）

## 外部連結
- 彼得·麥康奈爾在互联网电影资料库（IMDb）上的資料（英文）